# Красный спуск (Новочеркасск)
Красный спуск — улица в Новочеркасске, до Октябрьской революции носившая название Крещенский спуск. Одна из пяти улиц, лучами расходящихся от площади Ермака.

## История
С образованием города Новочеркасска, был построен Крещенский спуск, начинавшейся от площади на холме и спускающийся к лугам за рекой Аксай.
На площади в 1805 году была построена деревянная часовня, ставшая впоследствии кафедральным Вознесенским собором, строившимся много лет. Когда 1 января 1864 года началось движение по железной дороге, проходящей по юго-восточной и южной стороне города, Крещенский спуск лишился прямого выхода к лугу и реке Аксай. В нижней его части был построен железнодорожный вокзал и организована большая Железнодорожная площадь. C постройкой вокзала, на нём стали принимать официальных гостей, прибывающих в Новочеркасск, и к Крещенскому спуску перешла важная функция их приёма с сопровождением к Николаевской площади (ныне площадь Ермака) — главной площади города. Ранее миссию приёма высоких гостей принадлежала Санкт-Петербургскому проспекту (ныне спуск Герцена).
К приезду в 1887 году в Новочеркасск императора Александра III, в обеих концах Крещенского спуска были возведены деревянные, украшенные резьбой триумфальные арки, авторами которых стали инженер-архитектор К. Ф. Кюнцель и гражданский инженер В. И. Зуев. Изображения арок сохранились на дореволюционных открытках.

Виды на открытках
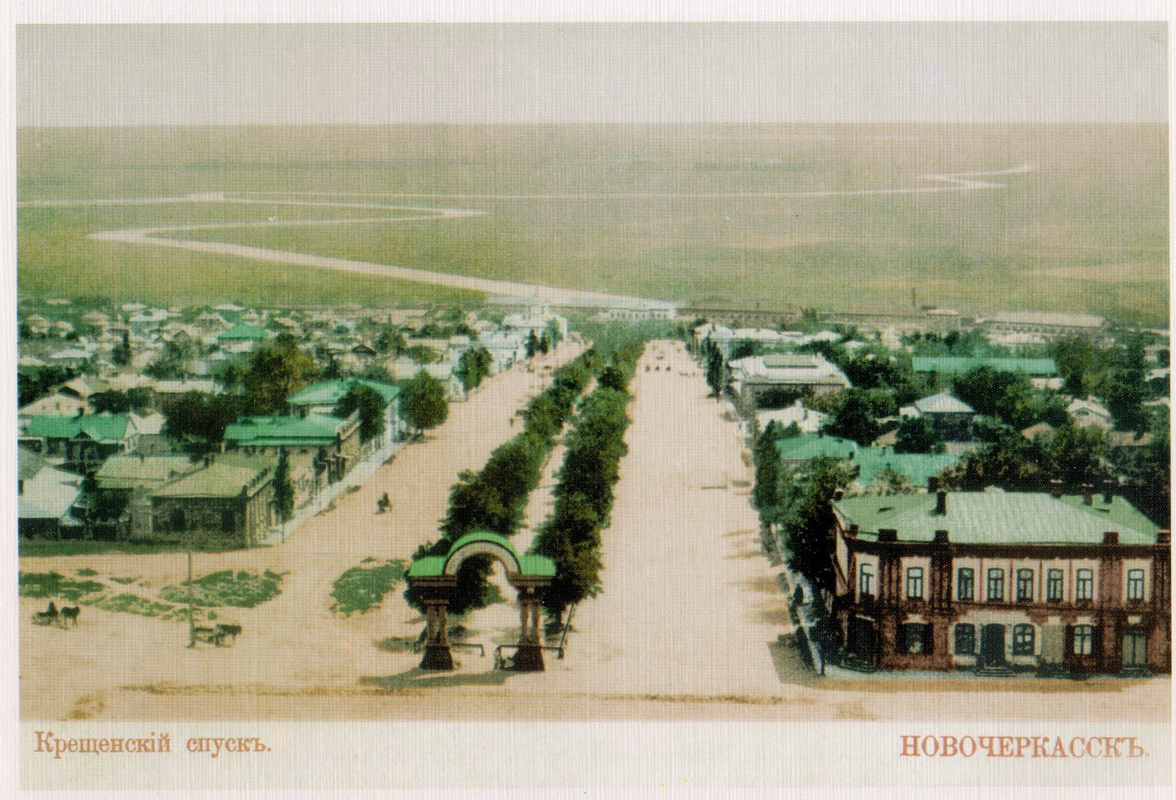
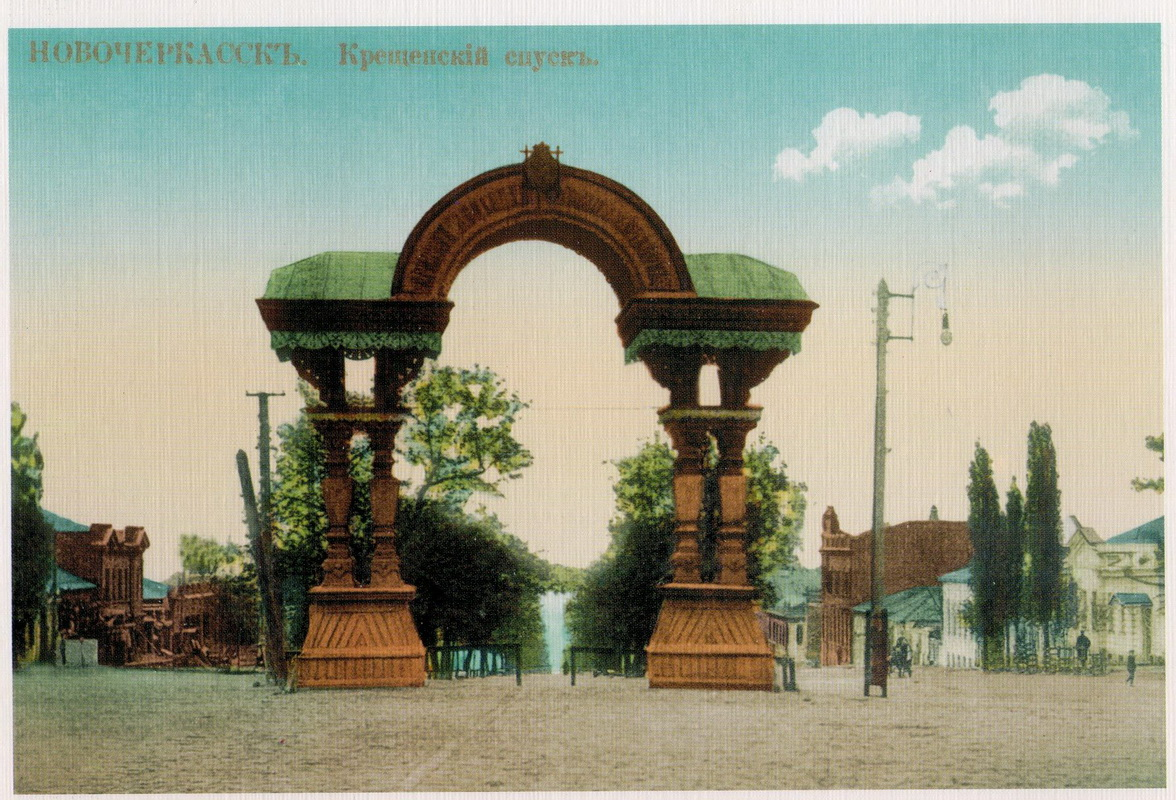
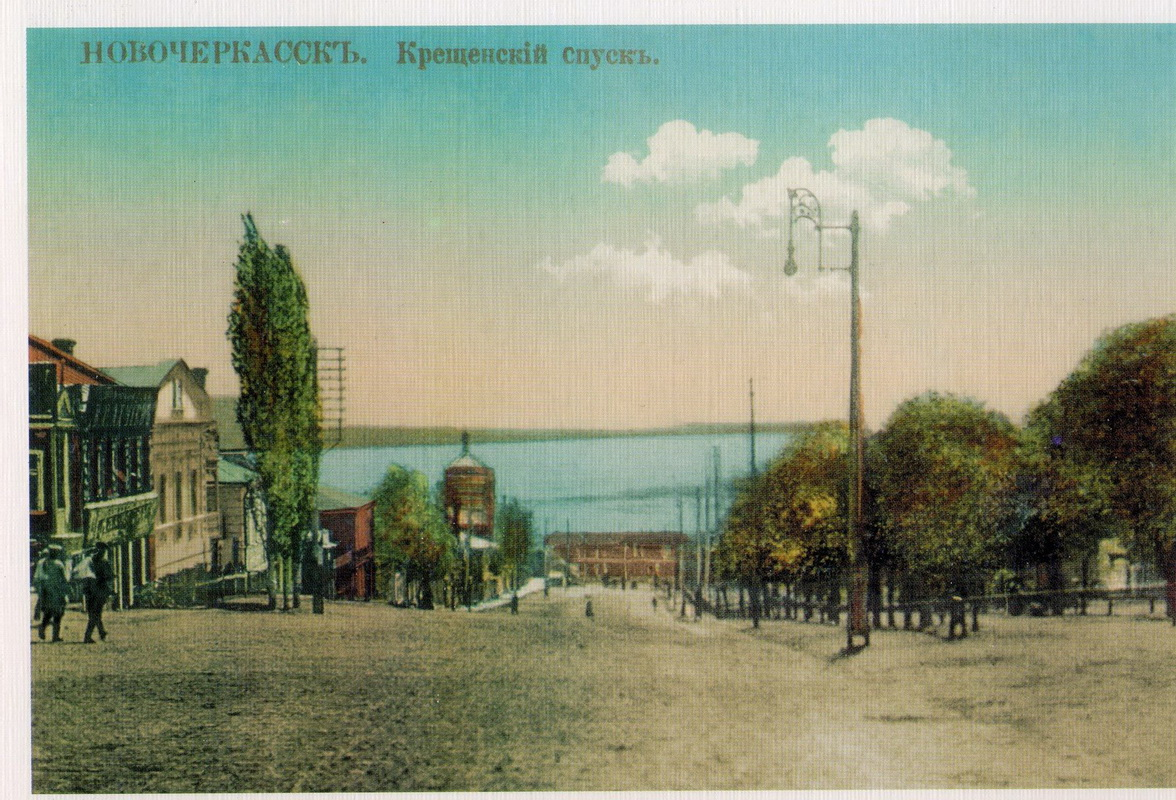

С установлением в Новочеркасске советской власти, Крещенский спуск был переименован в Красный. Красный спуск был застроен одно- и двухэтажными частными домами. В конце 1960-х годов на нём появилась первое типовое пятиэтажное здание — двухсекционный жилой дом, стоящий вдоль улицы Кавказской торцом к спуску. Объектами культуры и истории Новочеркасска являются здание в стиле эклектики (Красный спуск, 6) и особняк в стиле ампир (Красный спуск, 17).
В последние годы было выдвинуто предложение реконструировать деревянную резную арку, которая стояла в верхней части Крещенского спуска.